# Markus Bleich

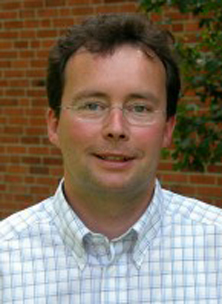
Markus Bleich

Markus Bleich (* 5. Mai 1964 in Baden-Baden) ist ein deutscher Mediziner und Hochschullehrer.

## Wissenschaftliche Laufbahn
Markus Bleich studierte Humanmedizin an der Albert-Ludwigs-Universität Freiburg und erfuhr dort seine wissenschaftliche Ausbildung in der Forschergruppe um Prof. Dr. Rainer Greger am Physiologischen Institut in den Bereichen Elektrophysiologie und Integrative Physiologie. Seine Promotion legte er mit einer Arbeit über Kaliumkanäle der Niere ab. 1998 habilitierte er über die Transportmechanismen von Kochsalz im Darm und erhielt seine Lehrberechtigung für Hochschulen. Er wurde Leiter der Pharmakologischen Abteilung in der Indikationsgruppe Herz-Kreislauf von Aventis Pharma in Hoechst und leistete dort einen Beitrag zur Entwicklung von potentiellen Medikamenten für die Behandlung von Herzrhythmusstörungen und für die Verhinderung von diabetischen Spätschäden. Seit April 2004 ist er Professor für Physiologie und Direktor am Physiologischen Institut der Christian-Albrechts-Universität zu Kiel. Des Weiteren ist er seit 2006 Mitglied im Exzellenzcluster „Ozean der Zukunft“

## Forschungsinteressen
- Physiologie der Epithelien
- Zellmembranproteine (Kanäle und Transporter)
- Untersuchung neuer Wirkstoffe
- Charakterisierung regulatorischer Mechanismen.[1]

## Ausgewählte Publikationen
- mit M. Stumpp, M. Y. Hu, F. Melzner, M. A. Gutowska, N. Dorey, N. Himmerkus, W. C. Holtmann, S. T. Dupont und M. C. Thorndyke: Acidified seawater impacts sea urchin larvae pH regulatory systems relevant for calcification. In: Proc Natl Acad Sci U S A. 109(44), 2012 Oct 30, S. 18192–18197. doi:10.1073/pnas.1209174109
- mit K. Suffrian, K. G. Schulz, M. A. Gutowska und U. Riebesell: Cellular pH measurements in Emiliania huxleyi reveal pronounced membrane proton permeability. In: New Phytol. 190(3), 2011 May, S. 595–608. doi:10.1111/j.1469-8137.2010.03633.x
- mit J. Schroder, R. Lullmann-Rauch, N. Himmerkus, I. Pleines, B. Nieswandt, Z. Orinska, F. Koch-Nolte, B. Schroder und P. Saftig: Deficiency of the tetraspanin CD63 associated with kidney pathology but normal lysosomal function. In: Mol.Cell Biol. Feb;29(4), 2009, S. 1083–1094. doi:10.1128/MCB.01163-08